# Cylindromyia rieki
Cylindromyia rieki är en tvåvingeart som beskrevs av Paramonov 1956. Cylindromyia rieki ingår i släktet Cylindromyia och familjen parasitflugor. Inga underarter finns listade i Catalogue of Life.